# Billboardlistans förstaplaceringar 1989
Detta är en lista över 1989 års förstaplaceringar på Billboard Hot 100. 

## Listhistorik
| Datum        | Låt                            | Artist                |
| 7 januari    | "Every Rose Has Its Thorn"     | Poison                |
| 14 januari   | "My Prerogative"               | Bobby Brown           |
| 21 januari   | "Two Hearts"                   | Phil Collins          |
| 28 januari   | "Two Hearts"                   | Phil Collins          |
| 4 februari   | "When I'm with You"            | Sheriff               |
| 11 februari  | "Straight Up"                  | Paula Abdul           |
| 18 februari  | "Straight Up"                  | Paula Abdul           |
| 25 februari  | "Straight Up"                  | Paula Abdul           |
| 4 mars       | "Lost in Your Eyes"            | Debbie Gibson         |
| 11 mars      | "Lost in Your Eyes"            | Debbie Gibson         |
| 18 mars      | "Lost in Your Eyes"            | Debbie Gibson         |
| 25 mars      | "The Living Years"             | Mike + The Mechanics  |
| 1 april      | "Eternal Flame"                | The Bangles           |
| 8 april      | "The Look"                     | Roxette               |
| 15 april     | "She Drives Me Crazy"          | Fine Young Cannibals  |
| 22 april     | "Like a Prayer"                | Madonna               |
| 29 april     | "Like a Prayer"                | Madonna               |
| 6 maj        | "Like a Prayer"                | Madonna               |
| 13 maj       | "I'll Be There for You"        | Bon Jovi              |
| 20 maj       | "Forever Your Girl"            | Paula Abdul           |
| 27 maj       | "Forever Your Girl"            | Paula Abdul           |
| 3 juni       | "Rock On"                      | Michael Damian        |
| 10 juni      | "Wind Beneath My Wings"        | Bette Midler          |
| 17 juni      | "I'll Be Loving You (Forever)" | New Kids on the Block |
| 24 juni      | "Satisfied"                    | Richard Marx          |
| 1 juli       | "Baby Don't Forget My Number"  | Milli Vanilli         |
| 8 juli       | "Good Thing"                   | Fine Young Cannibals  |
| 15 juli      | "If You Don't Know Me By Now"  | Simply Red            |
| 22 juli      | "Toy Soldiers"                 | Martika               |
| 29 juli      | "Toy Soldiers"                 | Martika               |
| 5 augusti    | "Batdance"                     | Prince                |
| 12 augusti   | "Right Here Waiting"           | Richard Marx          |
| 19 augusti   | "Right Here Waiting"           | Richard Marx          |
| 26 augusti   | "Right Here Waiting"           | Richard Marx          |
| 2 september  | "Cold Hearted"                 | Paula Abdul           |
| 9 september  | "Hangin' Tough"                | New Kids on the Block |
| 16 september | "Don't Wanna Lose You"         | Gloria Estefan        |
| 23 september | "Girl I'm Gonna Miss You"      | Milli Vanilli         |
| 30 september | "Girl I'm Gonna Miss You"      | Milli Vanilli         |
| 7 oktober    | "Miss You Much"                | Janet Jackson         |
| 14 oktober   | "Miss You Much"                | Janet Jackson         |
| 21 oktober   | "Miss You Much"                | Janet Jackson         |
| 28 oktober   | "Miss You Much"                | Janet Jackson         |
| 4 november   | "Listen to Your Heart"         | Roxette               |
| 11 november  | "When I See You Smile"         | Bad English           |
| 18 november  | "When I See You Smile"         | Bad English           |
| 25 november  | "Blame It on the Rain"         | Milli Vanilli         |
| 2 december   | "Blame It on the Rain"         | Milli Vanilli         |
| 9 december   | "We Didn't Start the Fire"     | Billy Joel            |
| 16 december  | "We Didn't Start the Fire"     | Billy Joel            |
| 23 december  | "Another Day in Paradise"      | Phil Collins          |
| 30 december  | "Another Day in Paradise"      | Phil Collins          |

### Fotnoter
1. ↑  DeKnock, Jan (6 januari 1989). ”Arkiverade kopian”. Chicago Tribune (Tribune Company). Arkiverad från originalet den 8 augusti 2009. https://web.archive.org/web/20090808055610/http://pqasb.pqarchiver.com/chicagotribune/access/24518854.html?dids=24518854:24518854&FMT=ABS&FMTS=ABS:FT&date=Jan+06%2C+1989&author=Jan+DeKnock.&pub=Chicago+Tribune+(pre-1997+Fulltext)&desc=An+old+lineup+for+the+new+year&pqatl=google. Läst 24 april 2009.
2. ↑  DeKnock, Jan (13 januari 1989). ”Arkiverade kopian”. Chicago Tribune (Tribune Company). Arkiverad från originalet den 8 augusti 2009. https://web.archive.org/web/20090808072529/http://pqasb.pqarchiver.com/chicagotribune/access/24529191.html?dids=24529191:24529191&FMT=ABS&FMTS=ABS:FT&type=current&date=Jan+13%2C+1989&author=Jan+DeKnock.&pub=Chicago+Tribune+(pre-1997+Fulltext)&desc=Bobby+Brown+a+triple+chart+threat&pqatl=google. Läst 24 april 2009.
3. ↑  DeKnock, Jan (20 januari 1989). ”Arkiverade kopian”. Chicago Tribune (Tribune Company). Arkiverad från originalet den 17 mars 2013. https://web.archive.org/web/20130317035752/http://pqasb.pqarchiver.com/chicagotribune/access/752782191.html?dids=752782191%3A752782191&FMT=ABS&FMTS=ABS%3AFT&date=Jan+20%2C+1989&author=Jan+DeKnock&pub=Chicago+Tribune+%28pre-1997+Fulltext%29&desc=WHOLE+LOTTA+SHAKIN%27+ON+ALBUM+LIST&pqatl=google. Läst 24 april 2009.
4. ↑  DeKnock, Jan (27 januari 1989). ”Arkiverade kopian”. Chicago Tribune (Tribune Company). Arkiverad från originalet den 8 augusti 2009. https://web.archive.org/web/20090808064505/http://pqasb.pqarchiver.com/chicagotribune/access/24559324.html?dids=24559324:24559324&FMT=ABS&FMTS=ABS:FT&date=Jan+27%2C+1989&author=Jan+DeKnock.&pub=Chicago+Tribune+(pre-1997+Fulltext)&desc=LP+chart+repeats+erase+doubts&pqatl=google. Läst 24 april 2009.
5. ↑  DeKnock, Jan (3 februari 1989). ”Arkiverade kopian”. Chicago Tribune (Tribune Company). Arkiverad från originalet den 8 augusti 2009. https://web.archive.org/web/20090808064535/http://pqasb.pqarchiver.com/chicagotribune/access/752795571.html?dids=752795571:752795571&FMT=ABS&FMTS=ABS:FT&date=Feb+03%2C+1989&author=Jan+DeKnock&pub=Chicago+Tribune+(pre-1997+Fulltext)&desc=6+YEARS+LATER%2C+SHERIFF+SCORES+A+HIT&pqatl=google. Läst 24 april 2009.
6. ↑  DeKnock, Jan (10 februari 1989). ”Arkiverade kopian”. Chicago Tribune (Tribune Company). Arkiverad från originalet den 17 mars 2013. https://web.archive.org/web/20130317035525/http://pqasb.pqarchiver.com/chicagotribune/access/24679382.html?dids=24679382%3A24679382&FMT=ABS&FMTS=ABS%3AFT&type=current&date=Feb+10%2C+1989&author=Jan+DeKnock.&pub=Chicago+Tribune+%28pre-1997+Fulltext%29&desc=Abdul+dances+onto+pop+chart+with+%60Straight+Up%27&pqatl=google. Läst 24 april 2009.
7. ↑  DeKnock, Jan (17 februari 1989). ”Arkiverade kopian”. Chicago Tribune (Tribune Company). Arkiverad från originalet den 8 augusti 2009. https://web.archive.org/web/20090808063757/http://pqasb.pqarchiver.com/chicagotribune/access/24682235.html?dids=24682235:24682235&FMT=ABS&FMTS=ABS:FT&type=current&date=Feb+17%2C+1989&author=Jan+DeKnock.&pub=Chicago+Tribune+(pre-1997+Fulltext)&desc=Grammy+recognition+gives+Williams+new+crown&pqatl=google. Läst 24 april 2009.
8. ↑  DeKnock, Jan (24 februari 1989). ”Arkiverade kopian”. Chicago Tribune (Tribune Company). Arkiverad från originalet den 17 mars 2013. https://web.archive.org/web/20130317035617/http://pqasb.pqarchiver.com/chicagotribune/access/24684860.html?dids=24684860%3A24684860&FMT=ABS&FMTS=ABS%3AFT&date=Feb+24%2C+1989&author=Jan+DeKnock.&pub=Chicago+Tribune+%28pre-1997+Fulltext%29&desc=Rutherford%27s+time-out+well+spent&pqatl=google. Läst 24 april 2009.
9. ↑  DeKnock, Jan (3 mars 1989). ”Arkiverade kopian”. Chicago Tribune (Tribune Company). Arkiverad från originalet den 8 augusti 2009. https://web.archive.org/web/20090808072550/http://pqasb.pqarchiver.com/chicagotribune/access/24687784.html?dids=24687784:24687784&FMT=ABS&FMTS=ABS:FT&date=Mar+03%2C+1989&author=Jan+DeKnock.&pub=Chicago+Tribune+(pre-1997+Fulltext)&desc=Gibson+gets+her+second+No.+1&pqatl=google. Läst 24 april 2009.
10. ↑  DeKnock, Jan (10 mars 1989). ”Arkiverade kopian”. Chicago Tribune (Tribune Company). Arkiverad från originalet den 8 augusti 2009. https://web.archive.org/web/20090808063357/http://pqasb.pqarchiver.com/chicagotribune/access/24691353.html?dids=24691353:24691353&FMT=ABS&FMTS=ABS:FT&date=Mar+10%2C+1989&author=Jan+DeKnock&pub=Chicago+Tribune+(pre-1997+Fulltext)&desc=Gibson+takes+her+place+in+history&pqatl=google. Läst 24 april 2009.
11. ↑  DeKnock, Jan (17 mars 1989). ”Arkiverade kopian”. Chicago Tribune (Tribune Company). Arkiverad från originalet den 17 mars 2013. https://web.archive.org/web/20130317035625/http://pqasb.pqarchiver.com/chicagotribune/access/24694162.html?dids=24694162%3A24694162&FMT=ABS&FMTS=ABS%3AFT&date=Mar+17%2C+1989&author=Jan+DeKnock.&pub=Chicago+Tribune+%28pre-1997+Fulltext%29&desc=%60Wilburys%2C%27+%60Mystery+Girl%27+extend+Orbison+legacy&pqatl=google. Läst 24 april 2009.
12. ↑  DeKnock, Jan (24 mars 1989). ”Arkiverade kopian”. Chicago Tribune (Tribune Company). Arkiverad från originalet den 8 augusti 2009. https://web.archive.org/web/20090808063812/http://pqasb.pqarchiver.com/chicagotribune/access/24697927.xml?dids=24697927:24697927&FMT=ABS&FMTS=ABS:FT&type=current&date=Mar+24%2C+1989&author=Jan+DeKnock.&pub=Chicago+Tribune+(pre-1997+Fulltext)&desc=The+Mechanics+tool+a+success&pqatl=google. Läst 24 april 2009.
13. ↑  DeKnock, Jan (31 mars 1989). ”Arkiverade kopian”. Chicago Tribune (Tribune Company). Arkiverad från originalet den 17 mars 2013. https://web.archive.org/web/20130317043132/http://pqasb.pqarchiver.com/chicagotribune/access/24700471.html?dids=24700471%3A24700471&FMT=ABS&FMTS=ABS%3AFT&type=current&date=Mar+31%2C+1989&author=Jan+DeKnock.&pub=Chicago+Tribune+%28pre-1997+Fulltext%29&desc=Bangles+make+pop+history+with+%60Eternal+Flame%27&pqatl=google. Läst 24 april 2009.
14. ↑  DeKnock, Jan (7 april 1989). ”Arkiverade kopian”. Chicago Tribune (Tribune Company). Arkiverad från originalet den 8 augusti 2009. https://web.archive.org/web/20090808064515/http://pqasb.pqarchiver.com/chicagotribune/access/24703468.html?dids=24703468:24703468&FMT=ABS&FMTS=ABS:FT&date=Apr+07%2C+1989&author=Jan+DeKnock.&pub=Chicago+Tribune+(pre-1997+Fulltext)&desc=European+invasion+on+two+charts&pqatl=google. Läst 24 april 2009.
15. ↑  DeKnock, Jan (14 april 1989). ”Arkiverade kopian”. Chicago Tribune (Tribune Company). Arkiverad från originalet den 17 mars 2013. https://web.archive.org/web/20130317043140/http://pqasb.pqarchiver.com/chicagotribune/access/24706602.html?dids=24706602%3A24706602&FMT=ABS&FMTS=ABS%3AFT&date=Apr+14%2C+1989&author=Jan+DeKnock.&pub=Chicago+Tribune+%28pre-1997+Fulltext%29&desc=%60Upstarts%27+upstage+Madonna&pqatl=google. Läst 24 april 2009.
16. ↑  DeKnock, Jan (21 april 1989). ”Arkiverade kopian”. Chicago Tribune (Tribune Company). Arkiverad från originalet den 8 augusti 2009. https://web.archive.org/web/20090808064458/http://pqasb.pqarchiver.com/chicagotribune/access/24521213.html?dids=24521213:24521213&FMT=ABS&FMTS=ABS:FT&type=current&date=Apr+21%2C+1989&author=Jan+DeKnock.&pub=Chicago+Tribune+(pre-1997+Fulltext)&desc=This+week+Madonna+is+on+top_and+then+some&pqatl=google. Läst 24 april 2009.
17. ↑  DeKnock, Jan (28 april 1989). ”Arkiverade kopian”. Chicago Tribune (Tribune Company). Arkiverad från originalet den 8 augusti 2009. https://web.archive.org/web/20090808063352/http://pqasb.pqarchiver.com/chicagotribune/access/24523318.html?dids=24523318:24523318&FMT=ABS&FMTS=ABS:FT&date=Apr+28%2C+1989&author=Jan+DeKnock.&pub=Chicago+Tribune+(pre-1997+Fulltext)&desc=Madonna+continues+her+reign&pqatl=google. Läst 24 april 2009.
18. ↑  DeKnock, Jan (5 maj 1989). ”Arkiverade kopian”. Chicago Tribune (Tribune Company). Arkiverad från originalet den 17 mars 2013. https://web.archive.org/web/20130317035637/http://pqasb.pqarchiver.com/chicagotribune/access/24525556.html?dids=24525556%3A24525556&FMT=ABS&FMTS=ABS%3AFT&type=current&date=May+05%2C+1989&author=Jan+DeKnock.&pub=Chicago+Tribune+%28pre-1997+Fulltext%29&desc=Madonna%27s+%60Prayer%27+single+going+for+4+in+a+row&pqatl=google. Läst 24 april 2009.
19. ↑  DeKnock, Jan (12 maj 1989). ”Arkiverade kopian”. Chicago Tribune (Tribune Company). Arkiverad från originalet den 8 augusti 2009. https://web.archive.org/web/20090808060331/http://pqasb.pqarchiver.com/chicagotribune/access/24527886.html?dids=24527886:24527886&FMT=ABS&FMTS=ABS:FT&date=May+12%2C+1989&author=Jan+DeKnock.&pub=Chicago+Tribune+(pre-1997+Fulltext)&desc=Bon+Jovi+single+takes+the+crown+from+Madonna&pqatl=google. Läst 24 april 2009.
20. ↑  DeKnock, Jan (19 maj 1989). ”Arkiverade kopian”. Chicago Tribune (Tribune Company). Arkiverad från originalet den 17 mars 2013. https://web.archive.org/web/20130317043251/http://pqasb.pqarchiver.com/chicagotribune/access/24530079.html?dids=24530079%3A24530079&FMT=ABS&FMTS=ABS%3AFT&date=May+19%2C+1989&author=Jan+DeKnock.&pub=Chicago+Tribune+%28pre-1997+Fulltext%29&desc=%60Forever+Your+Girl%27+wins+slugfest&pqatl=google. Läst 24 april 2009.
21. ↑  DeKnock, Jan (26 maj 1989). ”Arkiverade kopian”. Chicago Tribune (Tribune Company). Arkiverad från originalet den 8 augusti 2009. https://web.archive.org/web/20090808063148/http://pqasb.pqarchiver.com/chicagotribune/access/24531962.html?dids=24531962:24531962&FMT=ABS&FMTS=ABS:FT&type=current&date=May+26%2C+1989&author=Jan+DeKnock.&pub=Chicago+Tribune+(pre-1997+Fulltext)&desc=Lofty+champs+keep+their+titles+for+another+week&pqatl=google. Läst 24 april 2009.
22. ↑  DeKnock, Jan (2 juni 1989). ”Arkiverade kopian”. Chicago Tribune (Tribune Company). Arkiverad från originalet den 8 augusti 2009. https://web.archive.org/web/20090808072534/http://pqasb.pqarchiver.com/chicagotribune/access/24533891.html?dids=24533891:24533891&FMT=ABS&FMTS=ABS:FT&date=Jun+02%2C+1989&author=Jan+DeKnock.&pub=Chicago+Tribune+(pre-1997+Fulltext)&desc=Michael+Damian+finally+cashes+in+on+soap+fame&pqatl=google. Läst 24 april 2009.
23. ↑  DeKnock, Jan (9 juni 1989). ”Arkiverade kopian”. Chicago Tribune (Tribune Company). Arkiverad från originalet den 17 mars 2013. https://web.archive.org/web/20130317035740/http://pqasb.pqarchiver.com/chicagotribune/access/24536184.html?dids=24536184%3A24536184&FMT=ABS&FMTS=ABS%3AFT&date=Jun+09%2C+1989&author=Jan+DeKnock.&pub=Chicago+Tribune+%28pre-1997+Fulltext%29&desc=%60Wind+Beneath+My+Wings%27+gives+Midler+first+No.+1&pqatl=google. Läst 24 april 2009.
24. ↑  DeKnock, Jan (16 juni 1989). ”Arkiverade kopian”. Chicago Tribune (Tribune Company). Arkiverad från originalet den 17 mars 2013. https://web.archive.org/web/20130317035807/http://pqasb.pqarchiver.com/chicagotribune/access/24538018.html?dids=24538018%3A24538018&FMT=ABS&FMTS=ABS%3AFT&date=Jun+16%2C+1989&author=Jan+DeKnock.&pub=Chicago+Tribune+%28pre-1997+Fulltext%29&desc=New+Kids+on+the+Block+clip+Midler%27s+%60Wings%27&pqatl=google. Läst 24 april 2009.
25. ↑  DeKnock, Jan (23 juni 1989). ”Arkiverade kopian”. Chicago Tribune (Tribune Company). Arkiverad från originalet den 17 mars 2013. https://web.archive.org/web/20130317035918/http://pqasb.pqarchiver.com/chicagotribune/access/24540106.html?dids=24540106%3A24540106&FMT=ABS&FMTS=ABS%3AFT&type=current&date=Jun+23%2C+1989&author=Jan+DeKnock.&pub=Chicago+Tribune+%28pre-1997+Fulltext%29&desc=Richard+Marx+keeps+success+in+the+family+as+%60Satisfied%27+leaps+to+No.+1&pqatl=google. Läst 24 april 2009.
26. ↑  DeKnock, Jan (30 juni 1989). ”Arkiverade kopian”. Chicago Tribune (Tribune Company). Arkiverad från originalet den 8 augusti 2009. https://web.archive.org/web/20090808063742/http://pqasb.pqarchiver.com/chicagotribune/access/24542242.html?dids=24542242:24542242&FMT=ABS&FMTS=ABS:FT&date=Jun+30%2C+1989&author=Jan+DeKnock.&pub=Chicago+Tribune+(pre-1997+Fulltext)&desc=List+of+one-week+leaders+grows+as+Vanilli+ousts+Marx&pqatl=google. Läst 24 april 2009.
27. ↑  DeKnock, Jan (7 juli 1989). ”Arkiverade kopian”. Chicago Tribune (Tribune Company). Arkiverad från originalet den 8 augusti 2009. https://web.archive.org/web/20090808060857/http://pqasb.pqarchiver.com/chicagotribune/access/24543998.html?dids=24543998:24543998&FMT=ABS&FMTS=ABS:FT&date=Jul+07%2C+1989&author=Jan+DeKnock.&pub=Chicago+Tribune+(pre-1997+Fulltext)&desc=Fine+Young+Cannibals+hit+No.+1+album+and+single&pqatl=google. Läst 24 april 2009.
28. ↑  DeKnock, Jan (14 juli 1989). ”Arkiverade kopian”. Chicago Tribune (Tribune Company). Arkiverad från originalet den 17 mars 2013. https://web.archive.org/web/20130317035706/http://pqasb.pqarchiver.com/chicagotribune/access/24546120.html?dids=24546120%3A24546120&FMT=ABS&FMTS=ABS%3AFT&type=current&date=Jul+14%2C+1989&author=Jan+DeKnock.&pub=Chicago+Tribune+%28pre-1997+Fulltext%29&desc=Red%27s+remake+of+%60If+You+Don%27t+Know+Me%27+is+No.+1&pqatl=google. Läst 24 april 2009.
29. ↑  DeKnock, Jan (21 juli 1989). ”Arkiverade kopian”. Chicago Tribune (Tribune Company). Arkiverad från originalet den 17 mars 2013. https://web.archive.org/web/20130317035645/http://pqasb.pqarchiver.com/chicagotribune/access/24548307.html?dids=24548307%3A24548307&FMT=ABS&FMTS=ABS%3AFT&type=current&date=Jul+21%2C+1989&author=Jan+DeKnock.&pub=Chicago+Tribune+%28pre-1997+Fulltext%29&desc=Music+from+%60Batman%27+reaches+No.+1+on+LP%2C+CD+charts&pqatl=google. Läst 24 april 2009.
30. ↑  DeKnock, Jan (28 juli 1989). ”Arkiverade kopian”. Chicago Tribune (Tribune Company). Arkiverad från originalet den 17 mars 2013. https://web.archive.org/web/20130317035558/http://pqasb.pqarchiver.com/chicagotribune/access/24550544.html?dids=24550544%3A24550544&FMT=ABS&FMTS=ABS%3AFT&date=Jul+28%2C+1989&author=Jan+DeKnock.&pub=Chicago+Tribune+%28pre-1997+Fulltext%29&desc=Martika%27s+%60Toy+Soldiers%27+hangs+tough+to+keep+top+spot&pqatl=google. Läst 24 april 2009.
31. ↑  DeKnock, Jan (4 augusti 1989). ”Arkiverade kopian”. Chicago Tribune (Tribune Company). Arkiverad från originalet den 17 mars 2013. https://web.archive.org/web/20130317043206/http://pqasb.pqarchiver.com/chicagotribune/access/24552935.html?dids=24552935%3A24552935&FMT=ABS&FMTS=ABS%3AFT&date=Aug+04%2C+1989&author=Jan+DeKnock.&pub=Chicago+Tribune+%28pre-1997+Fulltext%29&desc=%60Batdance%27+double%2C+Prince+best+showing+since+1984&pqatl=google. Läst 24 april 2009.
32. ↑  DeKnock, Jan (11 augusti 8 1989). ”Arkiverade kopian”. Chicago Tribune (Tribune Company). Arkiverad från originalet den 17 mars 2013. https://web.archive.org/web/20130317035925/http://pqasb.pqarchiver.com/chicagotribune/access/24554367.html?dids=24554367%3A24554367&FMT=ABS&FMTS=ABS%3AFT&date=Aug+11%2C+1989&author=Jan+DeKnock.&pub=Chicago+Tribune+%28pre-1997+Fulltext%29&desc=Marx%27s+%60Right+Here+Waiting%27+dethrones+Prince+single&pqatl=google. Läst 24 april 2009.
33. ↑  DeKnock, Jan (18 augusti 1989). ”Arkiverade kopian”. Chicago Tribune (Tribune Company). Arkiverad från originalet den 8 augusti 2009. https://web.archive.org/web/20090808055227/http://pqasb.pqarchiver.com/chicagotribune/access/24556616.html?dids=24556616:24556616&FMT=ABS&FMTS=ABS:FT&date=Aug+18%2C+1989&author=Jan+DeKnock.&pub=Chicago+Tribune+(pre-1997+Fulltext)&desc=Chicago+native+Richard+Marx+enjoys+another+week+at+the+top+on+2+lists&pqatl=google. Läst 24 april 2009.
34. ↑  DeKnock, Jan (25 augusti 1989). ”Arkiverade kopian”. Chicago Tribune (Tribune Company). Arkiverad från originalet den 19 juni 2012. https://web.archive.org/web/20120619072337/http://pqasb.pqarchiver.com/chicagotribune/access/24558849.html?dids=24558849:24558849&FMT=ABS&FMTS=ABS:FT&type=current&date=Aug+25%2C+1989&author=Jan+DeKnock.&pub=Chicago+Tribune+%28pre-1997+Fulltext%29&desc=Richard+Marx%27s+%60Right+Here+Waiting%27+shows+unusual+power+at+the+top&pqatl=google. Läst 24 april 2009.
35. ↑  DeKnock, Jan (1 september 1989). ”Arkiverade kopian”. Chicago Tribune (Tribune Company). Arkiverad från originalet den 17 mars 2013. https://web.archive.org/web/20130317035759/http://pqasb.pqarchiver.com/chicagotribune/access/24560934.html?dids=24560934%3A24560934&FMT=ABS&FMTS=ABS%3AFT&date=Sep+01%2C+1989&author=Jan+DeKnock.&pub=Chicago+Tribune+%28pre-1997+Fulltext%29&desc=%60Cold+Hearted%2C%27+Paula+Abdul%27s+3d+straight+No.+1%2C+heats+up+singles+chart&pqatl=google. Läst 24 april 2009.
36. ↑  DeKnock, Jan (8 september 1989). ”Arkiverade kopian”. Chicago Tribune (Tribune Company). Arkiverad från originalet den 8 augusti 2009. https://web.archive.org/web/20090808064510/http://pqasb.pqarchiver.com/chicagotribune/access/24562931.xml?dids=24562931:24562931&FMT=ABS&FMTS=ABS:FT&type=current&date=Sep+08%2C+1989&author=Jan+DeKnock.&pub=Chicago+Tribune+(pre-1997+Fulltext)&desc=New+Kids+on+the+Block+hang+tough+to+claim+No.+1+pop+single%2C+album&pqatl=google. Läst 24 april 2009.
37. ↑  DeKnock, Jan (15 september 1989). ”Arkiverade kopian”. Chicago Tribune (Tribune Company). Arkiverad från originalet den 17 mars 2013. https://web.archive.org/web/20130317035844/http://pqasb.pqarchiver.com/chicagotribune/access/24565213.html?dids=24565213%3A24565213&FMT=ABS&FMTS=ABS%3AFT&date=Sep+15%2C+1989&author=Jan+DeKnock.&pub=Chicago+Tribune+%28pre-1997+Fulltext%29&desc=%60Don%27t+Wanna+Lose+You%27+gives+Estefan+a+solo+No.+1&pqatl=google. Läst 24 april 2009.
38. ↑  DeKnock, Jan (22 september 1989). ”Arkiverade kopian”. Chicago Tribune (Tribune Company). Arkiverad från originalet den 8 augusti 2009. https://web.archive.org/web/20090808055231/http://pqasb.pqarchiver.com/chicagotribune/access/24567547.html?dids=24567547:24567547&FMT=ABS&FMTS=ABS:FT&date=Sep+22%2C+1989&author=Jan+DeKnock.&pub=Chicago+Tribune+(pre-1997+Fulltext)&desc=London-based+Milli+Vanilli+hits+a+double+with+No.+1+pop+single%2C+album&pqatl=google. Läst 24 april 2009.
39. ↑  DeKnock, Jan (29 september 1989). ”Arkiverade kopian”. Chicago Tribune (Tribune Company). Arkiverad från originalet den 8 augusti 2009. https://web.archive.org/web/20090808072539/http://pqasb.pqarchiver.com/chicagotribune/access/24570309.html?dids=24570309:24570309&FMT=ABS&FMTS=ABS:FT&type=current&date=Sep+29%2C+1989&author=Jan+DeKnock.&pub=Chicago+Tribune+(pre-1997+Fulltext)&desc=Milli+Vanilli+scores+a+second+chart+double+by+hanging+on+to+No.+1+spots&pqatl=google. Läst 24 april 2009.
40. ↑  DeKnock, Jan (6 oktober 1989). ”Arkiverade kopian”. Chicago Tribune (Tribune Company). Arkiverad från originalet den 22 juni 2012. https://web.archive.org/web/20120622065758/http://pqasb.pqarchiver.com/chicagotribune/access/24572695.html?dids=24572695%3A24572695&FMT=ABS&FMTS=ABS%3AFT&type=current&date=Oct+06%2C+1989&author=Jan+DeKnock.&pub=Chicago+Tribune+%28pre-1997+Fulltext%29&desc=Paula+Abdul%27s+%60Forever+Your+Girl%27+took+almost+forever+to+make+No.+1&pqatl=google. Läst 24 april 2009.
41. ↑  DeKnock, Jan (13 oktober 1989). ”Arkiverade kopian”. Chicago Tribune (Tribune Company). Arkiverad från originalet den 17 mars 2013. https://web.archive.org/web/20130317035851/http://pqasb.pqarchiver.com/chicagotribune/access/24574932.html?dids=24574932%3A24574932&FMT=ABS&FMTS=ABS%3AFT&date=Oct+13%2C+1989&author=Jan+DeKnock.&pub=Chicago+Tribune+%28pre-1997+Fulltext%29&desc=Heavy+metal+rises+to+top+of+LP+list+with+Motley+Crue%27s+%60Dr.+Feelgood%27&pqatl=google. Läst 24 april 2009.
42. ↑  DeKnock, Jan (20 oktober 1989). ”Arkiverade kopian”. Chicago Tribune (Tribune Company). Arkiverad från originalet den 8 augusti 2009. https://web.archive.org/web/20090808060404/http://pqasb.pqarchiver.com/chicagotribune/access/7822639.html?dids=7822639:7822639&FMT=ABS&FMTS=ABS:FT&type=current&date=Oct+20%2C+1989&author=DeKnock%2C+Jan&pub=Chicago+Tribune&desc=Janet+Jackson+Still+Dancing+in+Spotlight+with+Hot+Numbers+on+the+Lists&pqatl=google. Läst 24 april 2009.
43. ↑  DeKnock, Jan (27 oktober 1989). ”Arkiverade kopian”. Chicago Tribune (Tribune Company). Arkiverad från originalet den 17 mars 2013. https://web.archive.org/web/20130317035731/http://pqasb.pqarchiver.com/chicagotribune/access/24581184.html?dids=24581184%3A24581184&FMT=ABS&FMTS=ABS%3AFT&date=Oct+27%2C+1989&author=Jan+DeKnock.&pub=Chicago+Tribune+%28pre-1997+Fulltext%29&desc=%60Miss+You+Much%27+garners+a+double+for+Janet+Jackson&pqatl=google. Läst 24 april 2009.
44. ↑  DeKnock, Jan (3 november 1989). ”Arkiverade kopian”. Chicago Tribune (Tribune Company). Arkiverad från originalet den 8 augusti 2009. https://web.archive.org/web/20090808063747/http://pqasb.pqarchiver.com/chicagotribune/access/24584926.html?dids=24584926:24584926&FMT=ABS&FMTS=ABS:FT&type=current&date=Nov+03%2C+1989&author=Jan+DeKnock.&pub=Chicago+Tribune+(pre-1997+Fulltext)&desc=Roxette+moves+to+No.+1+with+big+ballad&pqatl=google. Läst 24 april 2009.
45. ↑  DeKnock, Jan (10 november 1989). ”Arkiverade kopian”. Chicago Tribune (Tribune Company). Arkiverad från originalet den 8 augusti 2009. https://web.archive.org/web/20090808060336/http://pqasb.pqarchiver.com/chicagotribune/access/24588734.html?dids=24588734:24588734&FMT=ABS&FMTS=ABS:FT&date=Nov+10%2C+1989&author=Jan+DeKnock.&pub=Chicago+Tribune+(pre-1997+Fulltext)&desc=John+Waite+is+again+No.+1%2C+with+new+band+Bad+English&pqatl=google. Läst 24 april 2009.
46. ↑  DeKnock, Jan (17 november 1989). ”Arkiverade kopian”. Chicago Tribune (Tribune Company). Arkiverad från originalet den 17 mars 2013. https://web.archive.org/web/20130317040004/http://pqasb.pqarchiver.com/chicagotribune/access/24592211.html?dids=24592211%3A24592211&FMT=ABS&FMTS=ABS%3AFT&date=Nov+17%2C+1989&author=Jan+DeKnock.&pub=Chicago+Tribune+%28pre-1997+Fulltext%29&desc=Bad+English+single%2C+%60Smile%2C%27+holds+on+to+the+No.+1+spot&pqatl=google. Läst 24 april 2009.
47. ↑  DeKnock, Jan (24 november 1989). ”Arkiverade kopian”. Chicago Tribune (Tribune Company). Arkiverad från originalet den 8 augusti 2009. https://web.archive.org/web/20090808055241/http://pqasb.pqarchiver.com/chicagotribune/access/24663091.html?dids=24663091:24663091&FMT=ABS&FMTS=ABS:FT&date=Nov+24%2C+1989&author=Jan+DeKnock.&pub=Chicago+Tribune+(pre-1997+Fulltext)&desc=3d+straight+No.+1+and+another+double+for+the+amazing+duo+Milli+Vanilli&pqatl=google. Läst 24 april 2009.
48. ↑  DeKnock, Jan (1 december 1989). ”Arkiverade kopian”. Chicago Tribune (Tribune Company). Arkiverad från originalet den 17 mars 2013. https://web.archive.org/web/20130317035831/http://pqasb.pqarchiver.com/chicagotribune/access/24665776.html?dids=24665776%3A24665776&FMT=ABS&FMTS=ABS%3AFT&date=Dec+01%2C+1989&author=Jan+DeKnock.&pub=Chicago+Tribune+%28pre-1997+Fulltext%29&desc=Milli+Vanilli+hits+2d+double%2C+but+Billy+Joel%27s+moving+up&pqatl=google. Läst 24 april 2009.
49. ↑  DeKnock, Jan (8 december 1989). ”Arkiverade kopian”. Chicago Tribune (Tribune Company). Arkiverad från originalet den 17 mars 2013. https://web.archive.org/web/20130317043232/http://pqasb.pqarchiver.com/chicagotribune/access/24669071.html?dids=24669071%3A24669071&FMT=ABS&FMTS=ABS%3AFT&date=Dec+08%2C+1989&author=Jan+DeKnock.&pub=Chicago+Tribune+%28pre-1997+Fulltext%29&desc=Billy+Joel%27s+%60Fire%27+is+one+of+only+a+few+to+reach+top+for+the+influential+artist&pqatl=google. Läst 24 april 2009.
50. ↑  DeKnock, Jan (15 december 1989). ”Arkiverade kopian”. Chicago Tribune (Tribune Company). Arkiverad från originalet den 8 augusti 2009. https://web.archive.org/web/20090808055246/http://pqasb.pqarchiver.com/chicagotribune/access/24672298.html?dids=24672298:24672298&FMT=ABS&FMTS=ABS:FT&date=Dec+15%2C+1989&author=Jan+DeKnock.&pub=Chicago+Tribune+(pre-1997+Fulltext)&desc=Billy+Joel+and+Phil+Collins+at+the+top+of+three+charts&pqatl=google. Läst 24 april 2009.
51. ↑  DeKnock, Jan (22 december 1989). ”Arkiverade kopian”. Chicago Tribune (Tribune Company). Arkiverad från originalet den 17 mars 2013. https://web.archive.org/web/20130317040033/http://pqasb.pqarchiver.com/chicagotribune/access/24675254.html?dids=24675254%3A24675254&FMT=ABS&FMTS=ABS%3AFT&date=Dec+22%2C+1989&author=Jan+DeKnock.&pub=Chicago+Tribune+%28pre-1997+Fulltext%29&desc=Last+%2780s+charts+good+for+the+old+%28Phil+Collins%29+and+the+new+%28Milli+Vanilli%29&pqatl=google. Läst 24 april 2009.
52. ↑  Hunt, Dennis (29 december 1989). ”Arkiverade kopian”. Los Angeles Times (Tribune Company). Arkiverad från originalet den 17 mars 2013. https://web.archive.org/web/20130317041607/http://pqasb.pqarchiver.com/latimes/access/66637809.html?dids=66637809%3A66637809&FMT=ABS&FMTS=ABS%3AFT&type=current&date=Dec+29%2C+1989&author=DENNIS+HUNT&pub=Los+Angeles+Times+%28pre-1997+Fulltext%29&desc=POP+LP+CHART+Record+Buyers+Taking+Collins%27+%60Seriously%27&pqatl=google. Läst 24 april 2009.